# Adolf Lindfors
Adolf Lindfors (n. 8 februarie 1879, Borgå, Marele Principat al Finlandei, Imperiul Rus – d. 5 mai 1959, Borgå, Uusimaa Province⁠(d), Finlanda) a fost un luptător ce a reprezentat Finlanda, medaliat olimpic. A participat la 2 ediții ale Jocurilor Olimpice (1912, 1920) în care a câștigat o medalie de aur.